# Petr Novák (běžec na lyžích)
Petr Novák (* 18. června 1982 Karlovy Vary) je český běžec na lyžích. Věnuje se především dálkovým běhům.
Ve Světovém poháru startoval mezi lety 2008 a 2011, jeho nejlepším výsledkem je 7. místo ze závodu štafet ve francouzském La Clusaz v prosinci 2010. Závodil na Mistrovství světa 2011, kde dosáhl nejlépe 13. příčky ve sprintech dvojic klasicky.
Zúčastnil se také ZOH 2014 v Soči, kde se v závodě na 50 km volně s hromadným startem umístil na 29. místě a ve skiatlonu na 35. místě.